# Jana Šenková
Jana Šenková est une ancienne joueuse volley-ball tchèque, née le 11 juillet 1982 à Šternberk. Elle mesure 1,82 m et jouait au poste de réceptionneuse-attaquante. Elle a mis un terme à sa carrière de volleyeuse professionnelle en avril 2019. Elle est mariée a l'entraineur italien Bruno Napolitano. Sa cousine Nikola Šenková est également joueuse de volley-ball. 

## Clubs
| Club                  | De        | À         |
| --------------------- | --------- | --------- |
| SK UP Olomouc         | 1998-1999 | 2002-2003 |
| PVK Olymp Praha       | 2003-2004 | 2005-2006 |
| Tiboni Urbino         | 2006-2007 | 2006-2007 |
| Volley Club Milano    | 2007-2008 | 2007-2008 |
| Parme Volley Girls    | 2008-2009 | 2010-2011 |
| Cuatto Giaveno Volley | 2012-2013 | 2012-2013 |
| SK UP Olomouc         | 2013-2014 | 2013-2014 |
| TJ Sokol Šternberk    | 2016-2017 | 2016-2017 |
| SK UP Olomouc         | jan 2017  | 2018-2019 |

## Palmarès

### Équipe nationale
- Championnat d'Europe des moins de 20 ans
  - Vainqueur : 2000.

### Clubs
- Championnat de République tchèque
  - Vainqueur : 2005, 2019.
  - Finaliste : 2017, 2018.
- Coupe de République tchèque
  - Vainqueur: 2004, 2005, 2017, 2019.
  - Finaliste : 2018.